# マフムード・ハッサン
トレゼゲ（Trézéguet）こと、マフムード・イブラヒム・ハッサン（アラビア語：محمود إبراهيم حسن, Maḥmūd Ibrāhīm Ḥasan, マフムード・イブラーヒーム・ハサン、英字表記：Mahmoud Ibrahim Hassan 、1994年10月1日 - ）は、エジプト・カフル・アッシャイフ出身のプロサッカー選手。エジプト代表。トラブゾンスポル所属。ポジションは、ミッドフィールダー。ニックネームのトレゼゲは、顔が元サッカーフランス代表選手のダヴィド・トレゼゲに似ていることに由来する。

## 経歴

### アル・アハリ
アル・アハリの下部組織で育成され、CAFチャンピオンズリーグ2012の試合でトップチームデビュー。 
2013年4月、アフリカユース選手権終了後、フランスのOGCニースからトライアルの誘いを受けた。2013年12月、セルティックFC、ノッティンガム・フォレストFCなどヨーロッパの複数クラブが興味を示していると報じられた。

### アンデルレヒト
2015年8月6日、ベルギーのRSCアンデルレヒトに買い取りオプション付きレンタルで加入。12月27日のKVCウェステルロー戦で加入後初出場。
2016年3月、アンデルレヒトは買い取りオプション行使を発表。移籍金は220万ユーロ。手続きは5月に完了した。

### アストン・ヴィラ
2019年7月24日、アストン・ヴィラFCと契約した。

### イスタンブールBFK
2022年2月8日、イスタンブール・バシャクシェヒルFKへの2021-22シーズン終了までのローン移籍が発表された。

### 代表
エジプト代表の一員として参加した2013 FIFA U-20ワールドカップでは、イングランド戦でゴールを挙げた。
2014年8月30日に19歳でA代表デビュー。アフリカネイションズカップ2017ではレギュラーを務め準優勝に貢献した。

## 代表歴

### 出場大会
- エジプト代表
  - 2018 FIFAワールドカップ

### 試合数
- 国際Aマッチ 66試合 14得点（2014年-）[14]

| エジプト代表 | 国際Aマッチ | 国際Aマッチ |
| 年           | 出場        | 得点        |
| ------------ | ----------- | ----------- |
| 2014         | 2           | 0           |
| 2015         | 2           | 1           |
| 2016         | 7           | 1           |
| 2017         | 11          | 0           |
| 2018         | 11          | 2           |
| 2019         | 11          | 2           |
| 2020         | 2           | 1           |
| 2021         | 2           | 0           |
| 2022         | 12          | 2           |
| 2023         | 6           | 5           |
| 2024         |             |             |
| 通算         | 66          | 14          |

### 得点
| No | 開催日         | 会場             | 対戦国       | スコア | 結果 | 試合概要                           | ref    |
| -- | -------------- | ---------------- | ------------ | ------ | ---- | ---------------------------------- | ------ |
| 1  | 2015年3月26日  | カイロ           | 赤道ギニア   | 2–0    | 2–0  | 親善試合                           | [ 15 ] |
| 2  | 2016年8月30日  | アレキサンドリア | ギニア       | 1–0    | 1–1  | 親善試合                           | [ 16 ] |
| 3  | 2018年10月12日 | カイロ           | エスワティニ | 3–0    | 4–1  | アフリカネイションズカップ2019予選 |        |
| 4  | 2018年11月16日 | アレキサンドリア | チュニジア   | 1–1    | 3–2  | アフリカネイションズカップ2019予選 |        |
| 5  | 2019年3月23日  | ニアメ           | ニジェール   | 1–0    | 1–1  | アフリカネイションズカップ2019予選 |        |
| 6  | 2019年6月21日  | カイロ           | ジンバブエ   | 1–0    | 1–0  | アフリカネイションズカップ2019     |        |

## タイトル

### 代表
- アフリカユース選手権2013